# Чернеча (річка)
Чернеча — річка в Україні, у Коропському районі Чернігівської області. Права притока Бистрика (басейн Дніпра).

## Опис
Довжина річки приблизно 7,2 км.

## Розташування
Бере початок біля села Рихли. Тече переважно на південний схід і біля Будища впадає у річку Бистрик, праву притоку Десни.

## Цікаві факти
- У минулому біля витоків річки на її лівому березі розташовувався Рихлінський монастир, а на правому — каплиця.
- Річка знаходиться на території Мезинського національного природного парку.
- На відстані від витоку за 320 метрів знаходиться Дуплистий дуб (Цар-дуб).